# Jugosławia na Zimowych Igrzyskach Olimpijskich 1998
Jugosławię na Zimowych Igrzyskach Olimpijskich 1998 reprezentowało dwóch zawodników: jeden mężczyzna i jedna kobieta. Był to piętnasty start reprezentacji Jugosławii na zimowych igrzyskach olimpijskich. Wystartowali oni w narciarstwie alpejskim.

## Skład reprezentacji

### Narciarstwo alpejskie
Mężczyźni
| Zawodnik       | Konkurencja   | Wyścig 1 | Wyścig 2 | Suma    | Suma    |
| Zawodnik       | Konkurencja   | Czas     | Czas     | Czas    | Miejsce |
| -------------- | ------------- | -------- | -------- | ------- | ------- |
| Marko Ðorđević | Slalom gigant | 1:30,34  | 1:28,13  | 2:58,47 | 35      |

Kobiety
| Zawodniczka     | Konkurencja | Wyścig 1 | Wyścig 2 | Suma    | Suma    |
| Zawodniczka     | Konkurencja | Czas     | Czas     | Czas    | Miejsce |
| --------------- | ----------- | -------- | -------- | ------- | ------- |
| Mirjana Granzov | Slalom      | 52,45    | 54,20    | 1:46,65 | 27      |